# Rakovník (distrito)
Rakovník é um distrito da República Checa na região de Boémia Central, com uma área de 896 km² com uma população de 55 664 habitantes (2009) e com uma densidade populacional de 62 hab/km².

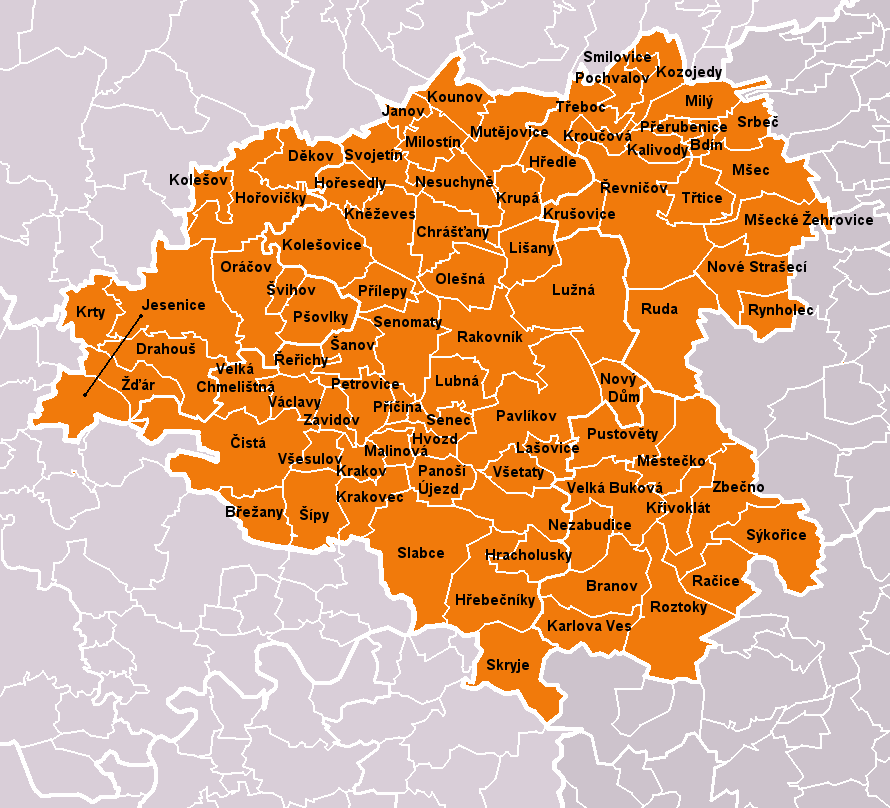